# Observatoire national du secourisme
L'Observatoire national du secourisme (ONS) est un organisme français chargé de faire appliquer les directives de l'European resuscitation council (ERC) en matière de prompts secours. C'est un organe consultatif de la direction générale de la sécurité civile et de la gestion des crises,.
Elle a notamment généralisé en France l'installation des défibrillateurs automatisés externes (DAE) et la formation à leur usage.  
Créé en 1997 pour succéder à la Commission nationale de secourisme, l'observatoire est supprimé le 1er décembre 2019, après avoir échoué à rassembler les acteurs du secourisme en France et à faire face à la multitude de textes régissant le secourisme, entretenant la confusion,.

## Organisation
L'ONS comprend  :
- le comité de coordination qui centralise les projets et l'état d'avancement des travaux.
- la commission emploi chargée d'élaborer les textes réglementaires ;
- la commission scientifique qui conçoit les techniques et justifie les gestes ;
- la commission formation qui crée les supports d'enseignement ;
- la sous-commission BNSSA (brevet national de sécurité et de sauvetage aquatique).

Il a parmi ses rôles la mise-à-jour régulière des programmes de formation de secourisme. 